# Zeke Spruill
Pour les articles homonymes, voir Spruill.
Ezekiel Stephen Spruill (né le 11 septembre 1989 à Chesapeake, Virginie, États-Unis) est un lanceur droitier de baseball qui en 2016 évolue pour les Kia Tigers de l'Organisation coréenne de baseball.
Il joue dans la Ligue majeure de baseball en 2013 et 2014 pour les Diamondbacks de l'Arizona.

## Carrière
Zeke Spruill est un choix de deuxième ronde des Braves d'Atlanta en 2008. Spruill est lanceur partant dans les ligues mineures et atteint le niveau AA dans l'organisation des Braves. Le 24 janvier 2013, les Atlanta échangent le voltigeur Martín Prado, le joueur de troisième but Brandon Drury, le lanceur droitier Randall Delgado, l'arrêt-court Nick Ahmed et Zeke Spruill aux Diamondbacks de l'Arizona pour le voltigeur Justin Upton et le troisième but Chris Johnson. Après avoir commencé la saison de baseball 2013 dans le AA, Spruill gradue pour la première fois au Triple-A lorsqu'il est promu au club-école des Diamondbacks à Reno.
C'est comme lanceur de relève que Zeke Spruill débute dans le baseball majeur avec Arizona le 21 juin 2013 contre les Reds de Cincinnati. En 2013 et 2014, il apparaît dans 12 matchs de l'équipe, dont trois comme lanceur partant. Il remporte un match contre trois défaites et maintient une moyenne de points mérités de 4,24 en 34 manches lancées. Sa première victoire dans les majeures est acquise aux dépens des Padres de San Diego le 14 septembre 2014.
Le 12 décembre 2014, Spruill est transféré aux Red Sox de Boston en échange du lanceur droitier des ligues mineures Myles Smith.
En décembre 2015, il rejoint pour la saison 2016 les Kia Tigers de l'Organisation coréenne de baseball.